# Collegio uninominale Piemonte - 04 (2020)
Il collegio elettorale uninominale Piemonte - 04 è un collegio elettorale uninominale della Repubblica Italiana per l'elezione del Senato della Repubblica.

## Territorio
Come previsto dalla legge n. 51 del 27 maggio 2019, il collegio è stato definito tramite decreto legislativo all'interno della circoscrizione Piemonte.
È formato dal territorio dell'intera provincia di Alessandria (187 comuni), dell'intera provincia di Asti (118 comuni) e da 19 comuni della città metropolitana di Torino: Andezeno, Arignano, Baldissero Torinese, Cambiano, Chieri, Isolabella, Marentino, Mombello di Torino, Montaldo Torinese, Moriondo Torinese, Pavarolo, Pecetto Torinese, Pino Torinese, Poirino, Pralormo, Riva presso Chieri, Santena, Trofarello e Villastellone.
Il collegio è parte del collegio plurinominale Piemonte - 02.

## Eletti
| Elezione | Elezione | Deputato        | Partito      |
| -------- | -------- | --------------- | ------------ |
|          | 2022     | Paolo Zangrillo | Forza Italia |

## Dati elettorali

### XIX legislatura
Come previsto dalla legge elettorale, 74 senatori sono eletti con sistema a maggioranza relativa in altrettanti collegi uninominali a turno unico.
| Candidati                                 | Candidati                 | Voti    | %     | Liste                                 | Voti    | %     |
| ----------------------------------------- | ------------------------- | ------- | ----- | ------------------------------------- | ------- | ----- |
|                                           | Paolo Zangrillo ✔️ Eletto | 181 431 | 50,83 | Fratelli d'Italia                     | 103 172 | 28,91 |
| Lega per Salvini Premier                  | Paolo Zangrillo ✔️ Eletto | 181 431 | 50,83 | 43 692                                | 12,24   |       |
| Forza Italia                              | Paolo Zangrillo ✔️ Eletto | 181 431 | 50,83 | 32 248                                | 9,04    |       |
| Noi moderati/Lupi - Toti - Brugnaro - UDC | Paolo Zangrillo ✔️ Eletto | 181 431 | 50,83 | 2 319                                 | 0,65    |       |
|                                           | Maria Rita Rossa          | 91 517  | 25,64 | Partito Democratico-IDP               | 66 638  | 18,67 |
| +Europa                                   | Maria Rita Rossa          | 91 517  | 25,64 | 11 899                                | 3,33    |       |
| Alleanza Verdi e Sinistra                 | Maria Rita Rossa          | 91 517  | 25,64 | 11 192                                | 3,14    |       |
| Impegno Civico - Centro Democratico       | Maria Rita Rossa          | 91 517  | 25,64 | 1 788                                 | 0,50    |       |
|                                           | Susy Matrisciano          | 34 162  | 9,57  | Movimento 5 Stelle                    | 34 162  | 9,57  |
|                                           | Anna Bracco               | 28 690  | 8,04  | Azione - Italia Viva - Calenda        | 28 690  | 8,04  |
|                                           | Chiara Chirio             | 8 656   | 2,43  | Italexit                              | 8 656   | 2,43  |
|                                           | Fulvio Grimaldi           | 4 858   | 1,36  | Italia Sovrana e Popolare             | 4 858   | 1,36  |
|                                           | Manrica Buri              | 4 128   | 1,16  | Unione Popolare                       | 4 128   | 1,16  |
|                                           | Giuseppa Costantino       | 2 307   | 0,65  | Vita                                  | 2 307   | 0,65  |
|                                           | Luigi Salvaneschi         | 804     | 0,23  | Alternativa per l'Italia (PdF - Exit) | 804     | 0,23  |
|                                           | Delia Ferrarese           | 367     | 0,10  | Noi di Centro – Europeisti            | 367     | 0,10  |
| Totale                                    | Totale                    | 356 920 | 100   |                                       | 356 920 | 100   |
|                                           |                           |         |       |                                       |         |       |
| Voti non validi                           | Voti non validi           | 17 471  | 4,67  |                                       |         |       |
| Votanti                                   | Votanti                   | 374 391 | 66,50 |                                       |         |       |
| Elettori                                  | Elettori                  | 563 013 |       |                                       |         |       |